# ایموزار کندر
ایموزار کندر (به فرانسوی: Imouzzer Kandar) یک منطقهٔ مسکونی در مراکش است که در Sefrou Province واقع شده‌است.
 ایموزار کندر  ۱۳٬۷۴۵ نفر جمعیت دارد.

## خواهرخوانده
شهر Maxéville خواهرخواندهٔ ایموزار کندر هست.